# 南疆逍遥蛛
南疆逍遥蛛（学名：Philodromus nanjiangensis）为逍遥蛛科逍遥蛛属的动物。在中国大陆，分布于新疆等地，一般生活于农田草丛及果园灌木丛，亦见于胡杨林草丛中。该物种的模式产地在新疆。